# MTV RPM 2002
MTV RPM 2002 é o segundo álbum ao vivo da banda de rock brasileira RPM, lançado em 2002 em CD e DVD pela gravadora Universal Music. No Brasil, foi premiado com Disco de Platina pela ABPD, com mais de 250 mil cópias vendidas.
Foi gravado nos dias 26 e 27 de março de 2002 no Teatro Procópio Ferreira, em São Paulo e traz os maiores sucessos da banda como "Revoluções por Minuto", "Rádio Pirata" e "Olhar 43", além de quatro músicas inéditas: "Fatal", "Vem pra Mim" (escrita por Herbert Vianna), "Carbono 14", "Rainha (Boy)", "Vida Real (Leef)" (tema do reality show Big Brother Brasil, da Rede Globo) e "Onde Está o Meu Amor?" (gravada em estúdio e incluída na trilha sonora da novela Esperança, da Rede Globo).
Contou com as participações especiais de Frejat, na versão de "Exagerado", de Cazuza. Também foi reincluída a voz de Renato Russo na versão acústica da canção "A Cruz e a Espada".
Sua versão em DVD traz uma canção a mais no show, o instrumental "Naja", com a participação do músico pernambucano Otto. O DVD também traz como material bônus, um multiângulo de duas músicas, "Rainha (Boy)" e "Rádio Pirata", além de entrevistas com a banda.

## Faixas

### CD
| N.º | Título                                   | Compositor(es)                                                 | Duração |  |
| 1.  | "Revoluções por Minuto"                  | Paulo Ricardo, Luiz Schiavon                                   | 3:43    |  |
| 2.  | "Alvorada Voraz"                         | Paulo Ricardo, Luiz Schiavon, Paulo Pagni                      | 4:03    |  |
| 3.  | "Juvenília"                              | Paulo Ricardo, Luiz Schiavon                                   | 3:37    |  |
| 4.  | "Sete Mares"                             | Paulo Ricardo, Paulo Pagni, Fernando Deluqui                   | 3:18    |  |
| 5.  | "Fatal"                                  | Paulo Ricardo                                                  | 3:55    |  |
| 6.  | "Liberdade / Guerra Fria"                | Paulo Ricardo, Luiz Schiavon                                   | 3:58    |  |
| 7.  | "London, London"                         | Caetano Veloso                                                 | 4:47    |  |
| 8.  | "A Cruz e a Espada" (feat. Renato Russo) | Paulo Ricardo, Luiz Schiavon                                   | 3:28    |  |
| 9.  | "Exagerado" (feat. Frejat)               | Cazuza, Ezequiel Neves, Leoni                                  | 4:01    |  |
| 10. | "Vem pra Mim"                            | Herbert Vianna                                                 | 3:53    |  |
| 11. | "Carbono 14"                             | Paulo Ricardo, Fernando Deluqui                                | 4:13    |  |
| 12. | "Sob a Luz do Sol"                       | Paulo Ricardo, Luiz Schiavon, Fernando Deluqui                 | 3:49    |  |
| 13. | "Rainha (Boy)"                           | Paulo Ricardo, Luiz Schiavon                                   | 4:02    |  |
| 14. | "Louras Geladas"                         | Paulo Ricardo, Luiz Schiavon                                   | 3:14    |  |
| 15. | "Rádio Pirata"                           | Paulo Ricardo, Luiz Schiavon                                   | 3:23    |  |
| 16. | "Vida Real (Leef)"                       | Paul Post; Ruud Voerman; Han Kooreneef / versão: Paulo Ricardo | 3:30    |  |
| 17. | "Olhar 43"                               | Paulo Ricardo, Luiz Schiavon                                   | 3:16    |  |
| 18. | "Onde Está o Meu Amor?" (faixa bônus)    | Paulo Ricardo, Luiz Schiavon, Marcelo B.                       | 3:02    |  |

### DVD
1. Tema de Abertura (A Cruz e a Espada / Alvorada Voraz / Rádio Pirata)
2. Revoluções por Minuto
3. Alvorada Voraz
4. Juvenília
5. Sete Mares
6. Fatal
7. Liberdade / Guerra Fria
8. London, London (Caetano Veloso cover)
9. A Cruz e a Espada (feat. Renato Russo)
10. Exagerado (Cazuza cover) (feat. Frejat)
11. Vem pra Mim
12. Naja (instrumental) (feat. Otto)
13. Carbono 14
14. Sob a Luz do Sol
15. Rainha (Boy)
16. Louras Geladas
17. Rádio Pirata
18. Vida Real (Leef)
19. Olhar 43
20. Onde Está o Meu Amor? (faixa bônus)

### Extras do DVD
- Entrevistas
- Multiângulo ("Rainha (Boy)" / "Rádio Pirata")

## Formação
- Paulo Ricardo: voz, baixo e gaita
- Fernando Deluqui: guitarra, violões de 6 e 12 cordas e vocais
- Luiz Schiavon: teclados
- Paulo Pagni: bateria e vocais

### Músicos convidados
- Luiz Carlos: percussão
- Ray-Z: guitarra e violão
- Bocato: trombone
- Graham Preskett: regência de orquestra e violino

### Participações especiais
- Renato Russo (in memoriam): voz em A Cruz e a Espada
- Frejat: guitarra em Exagerado
- Otto: percussão em Naja (somente no DVD)